# Quan hệ Myanmar – Việt Nam
Quan hệ Myanmar-Việt Nam là mối quan hệ song phương giữa Cộng hòa Liên bang Myanmar và Cộng hòa Xã hội chủ nghĩa Việt Nam. Cả hai quốc gia đều là thành viên của Hiệp hội các quốc gia Đông Nam Á (ASEAN) và duy trì mối quan hệ hữu nghị, hợp tác trên nhiều lĩnh vực như chính trị, kinh tế, văn hóa và quốc phòng.
Hiện nay, Myanmar có Đại sứ quán đặt tại Hà Nội và một Tổng Lãnh sự quán tại Thành phố Hồ Chí Minh, trong khi Việt Nam thiết lập Đại sứ quán tại thủ đô Yangon của Myanmar. Sự hiện diện ngoại giao song phương này phản ánh nỗ lực tăng cường giao lưu, thúc đẩy hiểu biết lẫn nhau và mở rộng hợp tác giữa hai nước trong khuôn khổ song phương cũng như trong các diễn đàn khu vực và quốc tế.

## Lịch sử
Trong suốt chiều dài lịch sử, Việt Nam và Miến Điện (nay là Myanmar) chưa từng xảy ra chiến tranh trực tiếp với nhau. Tuy nhiên, các cuộc đụng đọ gián tiếp giữa hai quốcc gia đã từng diễn ra trong bối cảnh mở rộng ảnh hưởng khu vực tại Đông Nam Á lục địa thời trung đại.
Vào thế kỷ 15, dưới triều Hậu Lê, Việt Nam thực hiện các chiến dịch quân sự hướng về phía tây nhằm bình định các vùng biên viễn, đặc biệt là trong quá trình tiến đánh Vương quốc Lan Xang (Lào ngày nay) và chinh phạt công quốc Bồn Man – một tiểu quốc nằm trên khu vực ngày nay là Lai Châu và Điện Biên. Cuộc chinh phạt này không chỉ mở rộng lãnh thổ Đại Việt về phía tây mà còn đặt vùng ranh giới của vương quốc gần hơn với không gian ảnh hưởng của các vương triều Miến cổ như Pagan và Toungoo, mặc dù quan hệ giữa hai bên vẫn gián tiếp và hạn chế trong thời kỳ này.  
Sang thế kỷ 19, cả Miến Điện và Việt Nam đều lần lượt trở thành thuộc địa của các cường quốc thực dân châu Âu – Miến Điện bị Đế quốc Anh đô hộ, trong khi Việt Nam rơi vào ách cai trị của Thực dân Pháp. Trong bối cảnh đó, hai dân tộc đều có những điểm tương đồng về số phận lịch sử, cùng trải qua các phong trào kháng chiến chống thực dân, bảo vệ văn hóa dân tộc và tìm kiếm con đường độc lập.
Sau Chiến tranh Thế giới thứ hai, cả hai quốc gia lần lượt giành được nền độc lập dân tộc, từng bước xây dựng quan hệ ngoại giao song phương trong bối cảnh khu vực Đông Nam Á có nhiều biến động. Từ khi thiết lập quan hệ chính thức, Myanmar và Việt Nam dần tăng cường hợp tác chính trị, kinh tế, giáo dục và quốc phòng, đặc biệt từ khi cả hai cùng gia nhập ASEAN.

## Quan hệ hiện đại
Sau công cuộc Đổi mới kinh tế năm 1986, Việt Nam từng bước chuyển mình sang nền kinh tế thị trường định hướng xã hội chủ nghĩa, tạo điều kiện cho tăng trưởng nhanh chóng và hội nhập quốc tế sâu rộng. Trong khi đó, Myanmar (khi đó còn được biết đến với tên gọi Miến Điện) rơi vào tình trạng khủng hoảng chính trị – kinh tế nghiêm trọng sau sự kiện phong trào nổi dậy 8888 năm 1988 bị đàn áp Trong bối cảnh đó, Hội đồng Hòa bình và Phát triển Liên bang (SPDC) – chính quyền quân sự đương thời của Myanmar – đã thể hiện mong muốn học hỏi từ mô hình cải cách của Việt Nam. Tướng Khin Nyunt, một trong những nhân vật có ảnh hưởng lớn trong giới lãnh đạo quân sự Myanmar, đã nhiều lần đến thăm Việt Nam, tìm hiểu về mô hình phát triển kinh tế kết hợp giữa ổn định chính trị và mở cửa thị trường. Trong một chuyến thăm chính thức, ông được tiếp đón trọng thị tại Phủ Chủ tịch ở Hà Nội, cho thấy sự thân thiện trong quan hệ giữa hai nhà nước vào thời kỳ đó.

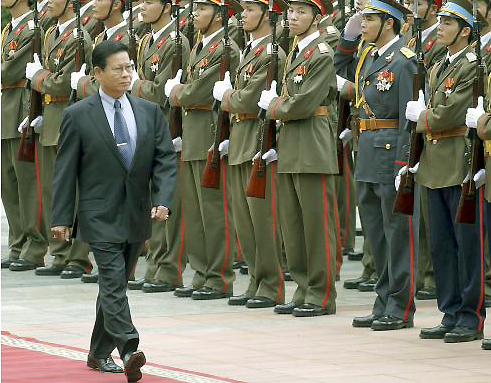
Khin Nyunt được bảo vệ danh dự của Việt Nam tại Phủ Chủ tịch ở Hà Nội, Việt Nam

### Từ 2011
Kể từ năm 2011, Myanmar bắt đầu tiến hành một loạt cải cách chính trị và mở cửa kinh tế, tạo điều kiện thúc đẩy môi trường đối ngoại cởi mở hơn, trong đó Việt Nam nổi lên như một đối tác tích cực và đáng tin cậy trong khu vực. Mặc dù Trung Quốc, Ấn Độ và Thái Lan vẫn là các nhà đầu tư truyền thống tại Myanmar, song nhiều doanh nghiệp lớn của Việt Nam cũng đã mở rộng hiện diện tại thị trường này.
Tiêu biểu có thể kể đến:
- Tập đoàn Viettel, thông qua liên doanh Mytel, đã trở thành một trong bốn nhà mạng viễn thông lớn nhất tại Myanmar, góp phần nâng cao hạ tầng số của nước này.[3]
- Tập đoàn Hoàng Anh Gia Lai là một trong những nhà đầu tư nổi bật của Việt Nam trong lĩnh vực bất động sản, nông nghiệp và khách sạn tại Myanmar.

Song song với các hoạt động kinh tế, hai nước đã tổ chức nhiều cuộc gặp cấp cao, trong đó có các chuyến thăm song phương của nguyên thủ quốc gia, bộ trưởng ngoại giao, quốc phòng và doanh nghiệp, nhằm thắt chặt quan hệ hữu nghị và đẩy mạnh hợp tác trên nhiều lĩnh vực.
Trong những năm gần đây, quan hệ quốc phòng giữa Việt Nam và Myanmar có chiều hướng gần gũi hơn, trong bối cảnh cả hai quốc gia đều là thành viên tích cực của Hiệp hội các quốc gia Đông Nam Á (ASEAN) và cùng đối mặt với nhiều thách thức an ninh phi truyền thống trong khu vực.
Đặc biệt, Viettel, với tư cách là doanh nghiệp trực thuộc Bộ Quốc phòng Việt Nam, đã có các chương trình hỗ trợ kỹ thuật quân sự, bao gồm cung cấp trang thiết bị, công nghệ và huấn luyện cho lực lượng vũ trang Myanmar (Tatmadaw) để tham gia chống lại phiến quân dân tộc trong cuộc xung đột dân sự ở Myanmar.

## Đại sứ quán, lãnh sự quán
- Tại Việt Nam:
- Hà Nội (Đại sứ quán)
- Thành phố Hồ Chí Minh (Tổng lãnh sự quán)

- Tại Myanmar:
- Yangon (Đại sứ quán)